# Eutreptia papillifera
Eutreptia papillifera, secondo una classificazione filogenetica (Péterfi, 1964) è una specie del supergruppo Excavata appartentente alla famiglia Eutreptiaceae.

## Caratteristiche
Eutreptia Papillifera è una specie marina, ma vive anche in acqua dolce, ed è stata ritrovata in Romania nel 2017.